# 大沢宿
大沢宿（おおさわじゅく）は、日光街道の19番目の宿駅（宿場町）である。現在の栃木県日光市大沢町。

## 概要
大沢宿は江戸時代に下野国河内郡にあった宿場町で、もともと大沢村と呼ばれていたが元和3年（1617年）に徳川家康の日光鎮座に伴って宿駅となり大沢宿となった。

元和年間には大沢御殿（おおさわごてん）が建造され徳川将軍家の日光参詣に際し宿泊所として使用された。その後一旦処分され再造営されたが、それもまた享保年間までに処分された。
享保13年以降、将軍社参時等の休息所には沿道にあった竜造寺（りゅうぞうじ）が用いられた。なお竜造寺はその後明治元年に近隣別所に移転し、現在は境内で5月に咲く六尺藤で著名となっている。
天保14年（1843年）の『日光道中宿村大概帳』によれば、大沢宿の本陣は1軒、脇本陣1軒が設けられ、旅籠が41軒あり、宿内の家数は43軒、人口は278人であった。

## 設備
- 宿駅
  - 本陣、脇本陣
- 寺社
  - 王子権現社、観音院、薬師堂、竜造寺
- 接続道路
  - 日光街道(道中)
  - 日光例幣使街道

## 交通
隣の宿場
- 日光街道（道中）

徳次郎宿 - 大沢宿 - 今市宿

## 参考資料
1. 1 2 3  『日光道中宿村大概帳』に拠る。
2. ↑  『五街道中細見独案内』に拠る。
3. ↑  『日光道中絵図巻7』（下戸祭村より大沢宿まで）に拠る。